# Copa d'Europa de futbol 1979-80
La Copa d'Europa de futbol 1979-80 fou l'edició número vint-i-cinc en la història de la competició. Es disputà entre l'octubre de 1979 i el maig de 1980, amb la participació inicial de 33 equips de 32 federacions diferents.
La competició fou guanyada pel Nottingham Forest FC, defensor del títol, a la final enfront l'Hamburg.

## Ronda preliminar
| Equip 1 | Global | Equip 2  | Anada | Tornada |
| ------- | ------ | -------- | ----- | ------- |
| Dundalk | 3-1    | Linfield | 1-1   | 2-0     |

## Primera ronda
| Equip 1              | Global | Equip 2        | Anada | Tornada |
| -------------------- | ------ | -------------- | ----- | ------- |
| Nottingham Forest FC | 3-1    | Östers         | 2-0   | 1-1     |
| Argeş Piteşti        | 3-2    | AEK Atenes     | 3-0   | 0-2     |
| Dynamo Berlin        | 4-1    | Ruch Chorzów   | 4-1   | 0-0     |
| Servette FC          | 4-2    | Beveren        | 3-1   | 1-1     |
| Újpesti Dózsa        | 3-4    | Dukla Praga    | 3-2   | 0-2     |
| Start                | 1-6    | RC Strasbourg  | 1-2   | 0-4     |
| HJK                  | 2-16   | AFC Ajax       | 1-8   | 1-8     |
| Red Boys Differdange | 3-7    | Omonia         | 2-1   | 1-6     |
| Partiani Tirana      | 2-4    | Celtic FC      | 1-0   | 1-4     |
| Dundalk              | 2-1    | Hibernians     | 2-0   | 0-1     |
| FC Porto             | 1-0    | AC Milan       | 0-0   | 1-0     |
| Levski-Spartak       | 0-3    | Reial Madrid   | 0-1   | 0-2     |
| Valur                | 1-5    | Hamburg        | 0-3   | 1-2     |
| Liverpool FC         | 2-4    | Dinamo Tbilisi | 2-1   | 0-3     |
| Vejle                | 4-3    | Austria Viena  | 3-2   | 1-1     |
| Hajduk Split         | 2-0    | Trabzonspor    | 1-0   | 1-0     |

## Segona ronda
| Equip 1              | Global | Equip 2        | Anada | Tornada |
| -------------------- | ------ | -------------- | ----- | ------- |
| Nottingham Forest FC | 4-1    | Argeş Piteşti  | 2-0   | 2-1     |
| Dynamo Berlin        | 4-3    | Servette FC    | 2-1   | 2-2     |
| Dukla Praga          | 1-2    | RC Strasbourg  | 1-0   | 0-2     |
| AFC Ajax             | 10-4   | Omonia         | 10-0  | 0-4     |
| Celtic FC            | 3-2    | Dundalk        | 3-2   | 0-0     |
| FC Porto             | 2-2¹   | Reial Madrid   | 2-1   | 0-1     |
| Hamburg              | 6-3    | Dinamo Tbilisi | 3-1   | 3-2     |
| Vejle                | 2-4    | Hajduk Split   | 0-3   | 2-1     |

¹ Reial Madrid passà a Quarts de final per la regla del valor doble dels gols en camp contrari.

## Quarts de final
| Equip 1              | Global | Equip 2       | Anada | Tornada |
| -------------------- | ------ | ------------- | ----- | ------- |
| Nottingham Forest FC | 3-2    | Dynamo Berlin | 0-1   | 3-1     |
| RC Strasbourg        | 0-4    | AFC Ajax      | 0-0   | 0-4     |
| Celtic FC            | 2-3    | Reial Madrid  | 2-0   | 0-3     |
| Hamburg              | 3-3¹   | Hajduk Split  | 1-0   | 2-3     |

¹ Hamburg passà a Semifinals per la regla del valor doble dels gols en camp contrari.

## Semifinals
| Equip 1              | Global | Equip 2  | Anada | Tornada |
| -------------------- | ------ | -------- | ----- | ------- |
| Nottingham Forest FC | 2-1    | AFC Ajax | 2-0   | 0-1     |
| Reial Madrid         | 3-5    | Hamburg  | 2-0   | 1-5     |

## Final
| Nottingham Forest FC | 1-0      | Hamburg |
| -------------------- | -------- | ------- |
| Robertson 21'        | (Report) |         |

| Guanyador de la Copa d'Europa 1979-80 |
| ------------------------------------- |
| Nottingham Forest F.C. Segon títol    |